# Saskia Calden
Saskia Calden oder Alissa Kayden, beides Pseudonyme, (* 1977) ist eine deutsche Autorin.

## Leben und Schaffen
Calden machte eine Ausbildung zur Mediengestalterin. Seit Anfang der 2000er-Jahre betreibt sie eine Werbeagentur. Jahre später wurde sie Buchautorin. Sie lebt im Berchtesgadener Land.
Calden schrieb zunächst Fachbücher, dann den Erotikroman Love me, Gangster unter anderen Namen. 2017 veröffentlichte sie Der stille Feind im Eigenverlag. Der Psychothriller erreichte die Top 10 der Amazon-Kindle-Charts, Platz 5 der Bild-Bestsellerliste und wurde für den Deutschen Selfpublishing-Preis nominiert. Ihr nächster Psychothriller, Die Rachsüchtige, erschien im Imprint Edition M von Amazon Publishing und stieg auf Platz 1 der Kindle-Charts. 2024 folgten im gleichen Verlag zwei Bände der dreiteiligen Evelyn-Holm-Reihe.

## Publikationen
als Saskia Calden
- Der stille Feind. 2017, ISBN 3-7450-9058-6.
- Die Rachsüchtige. Edition M – Amazon Publishing, 2020, ISBN 2-49670-396-1.
- Der Puppenwald. Edition M – Amazon Publishing, 2024, ISBN 2-49671-480-7.
- Die falsche Patientin. Edition M – Amazon Publishing, 2024, ISBN 978-2-4967-1483-8.

als Alissa Kayden
- Love me, Gangster. epubli, 2018, ISBN 978-3-7467-3058-5.